# オロモウツ - オパヴァ線
オロモウツ - オパヴァ線（チェコ語: Železniční trať Olomouc–Opava）は、チェコ国鉄の鉄道線の名称である。路線番号は310。
オロモウツ - オパヴァ間は、1872年、モラヴァ・スレスコ中央鉄道によって開業した。ヴァルショフ - リーマルジョフ間の支線は1878年に開業した。2019年以前、リーマルジョフ方面の支線のみ、路線番号が311であった。

## 運行形態

### 特急「リフリーク(R)」
- プラヂェド号：　オロモウツ - オパヴァ - オストラヴァ
オロモウツ～オパヴァ～オストラヴァ間に、2時間間隔で運行されている。オパヴァ以東は321号線に直通する。ただし、オロモウツ～オストラヴァ間は270号線を経由する方が圧倒的に早い。
2019年以前は、日中の1往復が、下記のツヴィリーン号として運行していて、クルノフ以西は普通列車に種別を変更していた。

- ツヴィリーン号：　( オロモウツ ← ブルンタール - ) クルノフ - オパヴァ - オストラヴァ
クルノフ以東は、一日あたり平日1.5往復、休日1往復の運行。クルノフ以西は、平日の東行2本と休日の西行1本に限り直通し、クルノフ以西普通列車として運行される。オパヴァ以東は321号線に直通する。
2024年度以前は、平日・休日とも一日1往復の運行であった。

### 快速「スピェシニー(Sp)」
- オパヴァ→クルノフ→イェセニーク
早朝に片道1便のみ運行されている。クルノフ以西は292号線に直通する。310号線内は各駅に停車する。

- イェセニーク → クルノフ → ブルンタール　【平日・土曜運行】
夜間に片道1便のみ運行されている。クルノフ以東は292号線に直通する。310号線内は各駅に停車する。

### 普通
区間毎に運転系統が分かれる。モラフスキー・ベロウン～ヴァルショフ間は一日3.5往復しか運行されないが、この区間のローカル輸送は特急が担っている。
- オロモウツ - フルバー・ヴォダ - ベロウン（ ← オストラヴァ ）
平日1時間に1本、休日2時間に1本の運行。大部分はオロモウツ～フルバー・ヴォダ間の運行で、モラフスキー・ベロウンまで運行する便は朝・夜を中心に一日6往復。休日のみ、オストラヴァ始発が片道1本のみ運行され、この列車はクルノフ以北特急として運行する。
2019年以前は、一日7-8往復がモラフスキー・ベロウンまで、2往復がクルノフまで直通していた。2023年度以前は、オストラヴァ始発の列車がヂェトルジホフとロムニツェを通過していた。2024年度以前は、ビストルジツェ停留所、フルボチキ停留所、フルバー・ヴォダ停留所を通過する列車もあった。

- リーマルジョフ～ヴァルショフ～オパヴァ東
2時間に1本の運行。また、早朝・深夜の一日2.5往復に限り、モラフスキー・ベロウンまで乗り入れる。
2019年以前は、早朝の一日1.5往復がベロウンまで直通していた。

### 臨時列車
- 快速：　オロモウツ - モラフスキー・ベロウン
年に1日、1往復のみの運行。ヴェルカー・ビストルジツェ、およびフルバー・ヴォダ以東の各駅に停車し、ベロウン行はフルボチキ停留所に、オロモウツ行はフルボチキ駅とマリアーンスケー・ウードリーに停車する。2024年度以前に運行していた。

## 駅一覧
以下では、チェコ国鉄310号線の駅と営業キロ、停車列車、接続路線などを一覧表で示す。

### オロモウツ - オパヴァ間
- 種別
  - R：特急
  - Sp：快速
  - Os：普通
- 停車駅
  - ■印：全列車停車
  - ●印：大部分停車、一部通過
  - ○印：大部分通過、一部停車
  - ｜印：全列車通過

| 路線名 | 駅名                                       | 駅間営業キロ | 累計営業キロ | R  | Sp | Os | 接続路線 | 所在地                 | 所在地         |
| ------ | ------------------------------------------ | ------------ | ------------ | -- | -- | -- | --- | ---------------------- | -------------- |
| 310    | オロモウツ本駅                             | -            | 0.0          | ■  |    | ■  | 270号線（オストラヴァ方面、プラハ方面） 290号線（シュンペルク方面） 301号線（ネザミスリツェ方面）、309号線（セニツェ方面） | オロモウツ州           | オロモウツ郡   |
| 310    | ビストロヴァニ駅                           | 4.5          | 4.5          | ｜ |    | ●  | | オロモウツ州           | オロモウツ郡   |
| 310    | ヴェルカー・ビストルジツェ駅               | 1.9          | 6.4          | ｜ |    | ■  | | オロモウツ州           | オロモウツ郡   |
| 310    | ヴェルカー・ビストルジツェ停留所           | 1.6          | 8.0          | ｜ |    | ■  | | オロモウツ州           | オロモウツ郡   |
| 310    | フルボチキ・マリアーンスケー・ウードリー駅 | 2.8          | 10.8         | ■  |    | ■  | | オロモウツ州           | オロモウツ郡   |
| 310    | フルボチキ停留所                           | 1.6          | 12.4         | ｜ |    | ■  | | オロモウツ州           | オロモウツ郡   |
| 310    | フルボチキ駅                               | 2.5          | 14.9         | ｜ |    | ■  | | オロモウツ州           | オロモウツ郡   |
| 310    | フルバー・ヴォダ停留所                     | 3.0          | 17.9         | ｜ |    | ■  | | オロモウツ州           | オロモウツ郡   |
| 310    | フルバー・ヴォダ駅                         | 1.5          | 19.4         | ｜ |    | ■  | | オロモウツ州           | オロモウツ郡   |
| 310    | フルバー・ヴォダ・スミロフ駅               | 2.8          | 22.2         | ｜ |    | ■  | | オロモウツ州           | オロモウツ郡   |
| 310    | イーヴォヴァー駅                           | 3.0          | 25.2         | ｜ |    | ■  | | オロモウツ州           | オロモウツ郡   |
| 310    | ドマショフ・ナド・ビストルジチー駅         | 4.1          | 29.3         | ■  |    | ■  | | オロモウツ州           | オロモウツ郡   |
| 310    | モラフスキー・ベロウン駅                   | 6.9          | 36.2         | ■  |    | ■  | | オロモウツ州           | オロモウツ郡   |
| 310    | ヂェトルジホフ・ナド・ビストルジチー駅     | 8.7          | 44.9         | ■  |    | ■  | | モラヴィア・スレスコ州 | ブルンタール郡 |
| 310    | ロムニツェ・ウ・リーマルジョヴァ駅         | 4.3          | 49.2         | ■  |    | ■  | | モラヴィア・スレスコ州 | ブルンタール郡 |
| 310    | ヴァルショフ駅                             | 7.2          | 56.4         | ■  |    | ■  | リーマルジョフ方面 | モラヴィア・スレスコ州 | ブルンタール郡 |
| 310    | ブルンタール駅                             | 7.9          | 64.3         | ■  | ■  | ■  | 312号線（マラー・モラーフカ方面）                                                                                          | モラヴィア・スレスコ州 | ブルンタール郡 |
| 310    | ミロチツェ・ナド・オパヴォウ駅             | 9.0          | 73.3         | ●  | ■  | ■  | 313号線（ヴルブノ方面） | モラヴィア・スレスコ州 | ブルンタール郡 |
| 310    | ザートル駅                                 | 4.8          | 78.1         | ｜ | ■  | ■  | | モラヴィア・スレスコ州 | ブルンタール郡 |
| 310    | ブランチツェ駅                             | 1.8          | 79.9         | ｜ | ■  | ■  | | モラヴィア・スレスコ州 | ブルンタール郡 |
| 310    | クルノフ駅                                 | 7.2          | 87.1         | ■  | ■  | ■  | 318号線（インドルジホフ方面）                                                                                              | モラヴィア・スレスコ州 | ブルンタール郡 |
| 310    | クルノフ・ツヴィリーン駅                   | 3.1          | 90.2         | ■  | ■  | ■  | | モラヴィア・スレスコ州 | ブルンタール郡 |
| 310    | ウーヴァルノ駅                             | 5.9          | 96.1         | ｜ | ■  | ■  | | モラヴィア・スレスコ州 | ブルンタール郡 |
| 310    | スクロホヴィツェ駅                         | 3.8          | 99.9         | ｜ | ■  | ■  | | モラヴィア・スレスコ州 | オパヴァ郡     |
| 310    | ホラソヴィツェ駅                           | 2.8          | 102.7        | ｜ | ■  | ■  | | モラヴィア・スレスコ州 | オパヴァ郡     |
| 310    | ヴァーヴロヴィツェ駅                       | 4.9          | 107.6        | ｜ | ■  | ■  | | モラヴィア・スレスコ州 | オパヴァ郡     |
| 310    | オパヴァ西駅                               | 4.7          | 112.3        | ■  | ■  | ■  | | モラヴィア・スレスコ州 | オパヴァ郡     |
| 310    | オパヴァ東駅                               | 3.9          | 116.2        | ■  | ■  | ■  | 315号線（フラデツ方面） 316号線（チェシーン方面）、317号線（フルチーン方面）                                               | モラヴィア・スレスコ州 | オパヴァ郡     |

### ヴァルショフ - リーマルジョフ間
| 路線名 | 駅名                       | 駅間営業キロ | 累計営業キロ | 接続路線                     | 所在地                 | 所在地         |
| ------ | -------------------------- | ------------ | ------------ | ---------------------------- | ---------------------- | -------------- |
| 310    | ヴァルショフ駅             | -            | 0.0          | オパヴァ方面、オロモウツ方面 | モラヴィア・スレスコ州 | ブルンタール郡 |
| 310    | ブルジドリチナー・レスィ駅 | 3.1          | 3.1          |                              | モラヴィア・スレスコ州 | ブルンタール郡 |
| 310    | ブルジドリチナー駅         | 1.7          | 4.8          |                              | モラヴィア・スレスコ州 | ブルンタール郡 |
| 310    | ブルジドリチナー停留所     | 1.1          | 5.9          |                              | モラヴィア・スレスコ州 | ブルンタール郡 |
| 310    | ヴェルカー・シターフレ駅   | 2.6          | 8.5          |                              | モラヴィア・スレスコ州 | ブルンタール郡 |
| 310    | ヤマルチツェ駅             | 2.9          | 11.4         |                              | モラヴィア・スレスコ州 | ブルンタール郡 |
| 310    | リーマルジョフ駅           | 2.7          | 14.1         |                              | モラヴィア・スレスコ州 | ブルンタール郡 |